# U-629 (tàu ngầm Đức)
U-629 là một tàu ngầm tấn công  Lớp Type VII thuộc phân lớp Type VIIC được Hải quân Đức Quốc Xã chế tạo trong Chiến tranh Thế giới thứ hai. Nhập biên chế năm 1942, nó đã thực hiện được mười một chuyến tuần tra nhưng không đánh chìm được mục tiêu nào. Trong chuyến tuần tra cuối cùng, U-629 bị một máy bay ném bom B-24 Liberator của Không quân Hoàng gia Anh thả mìn sâu đánh chìm trong eo biển Manche vào ngày 7 tháng 6, 1944.

## Thiết kế và chế tạo

### Thiết kế

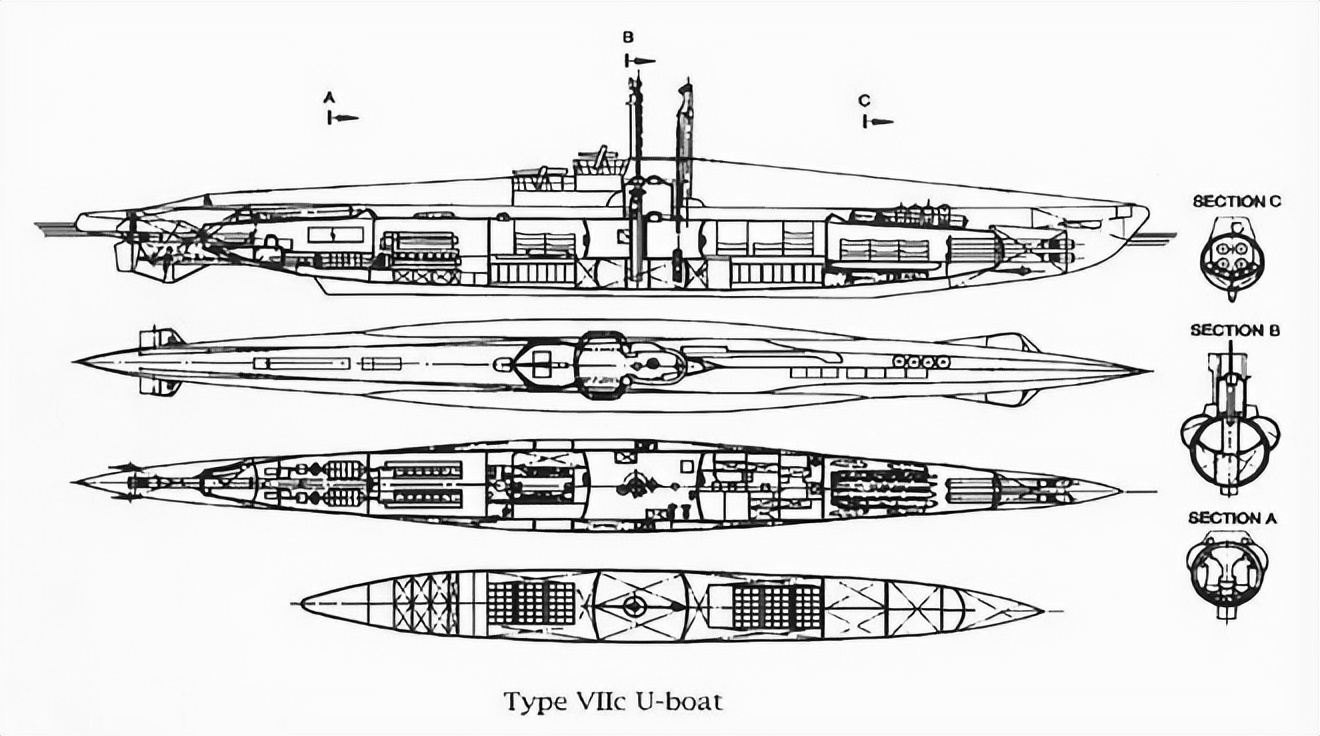
Sơ đồ các mặt cắt một tàu ngầm Type VIIC

Phân lớp VIIC của Tàu ngầm Type VII là một phiên bản VIIB được kéo dài thêm. Chúng có trọng lượng choán nước 769 t (757 tấn Anh) khi nổi và 871 t (857 tấn Anh) khi lặn). Con tàu có chiều dài chung 67,10 m (220 ft 2 in), lớp vỏ trong chịu áp lực dài 50,50 m (165 ft 8 in), mạn tàu rộng 6,20 m (20 ft 4 in), chiều cao 9,60 m (31 ft 6 in) và mớn nước 4,74 m (15 ft 7 in).
Chúng trang bị hai động cơ diesel Germaniawerft F46 siêu tăng áp 6-xy lanh 4 thì, tổng công suất 2.800–3.200 PS (2.100–2.400 kW; 2.800–3.200 bhp), dẫn động hai trục chân vịt đường kính 1,23 m (4,0 ft), cho phép đạt tốc độ tối đa 17,7 kn (32,8 km/h), và tầm hoạt động tối đa 8.500 nmi (15.700 km) khi đi tốc độ đường trường 10 kn (19 km/h). Khi đi ngầm dưới nước, chúng sử dụng hai động cơ/máy phát điện Garbe, Lahmeyer & Co. RP 137/c  tổng công suất 750 PS (550 kW; 740 shp). Tốc độ tối đa khi lặn là 7,6 kn (14,1 km/h), và tầm hoạt động 80 nmi (150 km) ở tốc độ 4 kn (7,4 km/h). Con tàu có khả năng lặn sâu đến 230 m (750 ft).
Vũ khí trang bị có năm ống phóng ngư lôi 53,3 cm (21 in), bao gồm bốn ống trước mũi và một ống phía đuôi, và mang theo tổng cộng 14 quả ngư lôi, hoặc tối đa 22 quả thủy lôi TMA, hoặc 33 quả TMB. Tàu ngầm Type VIIC bố trí một hải pháo 8,8 cm SK C/35 cùng một pháo phòng không 2 cm (0,79 in) trên boong tàu. Thủy thủ đoàn bao gồm 4 sĩ quan và 40-56 thủy thủ.

### Chế tạo
U-629 được đặt hàng vào ngày 15 tháng 8, 1940, và được đặt lườn tại xưởng tàu của hãng Blohm & Voss ở Hamburg vào ngày 23 tháng 8, 1941. Nó được hạ thủy vào ngày 12 tháng 5, 1942, và nhập biên chế cùng Hải quân Đức Quốc Xã vào ngày 2 tháng 7, 1942 dưới quyền chỉ huy của Hạm trưởng, Trung úy Hải quân Hans-Helmuth Bugs.

## Lịch sử hoạt động

### 1943
Sau khi hoàn tất việc huấn luyện trong thành phần Chi hạm đội U-boat 5, U-629 được điều sang Chi hạm đội U-boat 11 từ ngày 1 tháng 12, 1942 để hoạt động trên tuyến đầu. Con tàu sau đó được điều sang Chi hạm đội U-boat 1 từ ngày 1 tháng 11, 1943 cho đến khi bị mất.

#### Chuyến tuần tra thứ nhất
Vào giữa tháng 12, 1942, U-629 rời cảng Kiel, Đức để đi đến các cảng Marviken (gần Kristiansand), Egersund, Bergen và Narvik cùng thuộc Na Uy. Nó xuất phát từ Narvik vào ngày 23 tháng 12, 1942 cho chuyến tuần tra đầu tiên trong chiến tranh, và đã hoạt động trong biển Na Uy cho đến phía Nam quần đảo Svalbard và trong biển Barents trước khi quay trở về Narvik vào ngày 29 tháng 1, 1943.

### 1944

#### Chuyến tuần tra thứ mười một – Bị mất
U-629 khởi hành từ Brest vào ngày 7 tháng 6 cho chuyến tuần tra thứ mười một, cũng là chuyến cuối cùng, nhằm đối phó với cuộc đổ bộ lên Normandy của lực lượng Đồng Minh. Trong eo biển Manche vào ngày hôm sau 7 tháng 6, nó bị một máy bay ném bom B-24 Liberator thuộc Liên đội 53 Không quân Hoàng gia Anh thả mìn sâu đánh chìm tại tọa độ 48°34′B 05°23′T / 48,567°B 5,383°T. Toàn bộ 51 thành viên thủy thủ đoàn của U-629 đều đã tử trận.

### "Bầy sói" tham gia
U-629 từng tham gia bảy bầy sói:
- Nordwind (24 – 28 tháng 1, 1943)
- Nordwind (31 tháng 1 – 2 tháng 2, 1943)
- Taifun (2 – 4 tháng 4, 1943)
- Coronel (4 – 8 tháng 12, 1943)
- Coronel 1 (8 – 14 tháng 12, 1943)
- Coronel 2 (14 – 17 tháng 12, 1943)
- Amrum (18 – 23 tháng 12, 1943)